# أنور وجدي
أنور وجدي (11 أكتوبر 1904-14 مايو 1955) هو ممثل ومخرج ومنتج مصري  كان من نجوم السينما المصرية ومن كبار صناعها منذ بداية الأربعينيات وحتى رحيله في منتصف الخمسينيات، كتب وأنتج وأخرج العديد من أفلامه التي كان نجمها وبطلها الأول مثل ليلى بنت الفقراء وطلاق سعاد هانم وأربع بنات وضابط، كما أنتج وأخرج وكتب أفلاماً لنجوم آخرين مثل ليلة الحنة. ويعد أنور وجدي الممثل الوحيد الذي مثل مع ثلاثة من أهم نجوم الغناء وهن أم كلثوم، وأسمهان، وليلى مراد.

بدأ حياته الفنية على خشبة المسرح وعمل لفترة بفرقة رمسيس المسرحية، ثم اتجه للسينما. أول فيلم عمل فيه أنور وجدي كان بعنوان جناية نص الليل للمخرج محمد صبري إنتاج عام 1930. قدم بعد ذلك فيلم أولاد الذوات (1932)، والدفاع (1935)، وبياعة التفاح (1939)، وانتصار الشباب (1941)، وليلى بنت الريف (1941)، واشتهر في تلك الفترة بدور الشاب الثري المستهتر. تعامل أنور وجدي مع مجموعة من أهم مخرجين تلك الفترة، منهم أحمد جلال وأحمد سالم وتوجو مزراحي وأحمد بدرخان.

أسس أنور وجدي شركة الأفلام المتحدة للأنتاج والتوزيع السنيمائي عام 1945 وقدم من خلالها حوالي 20 فيلم من أشهرها سلسلة الأفلام التي قام ببطولتها مع ليلى مراد (قلبي دليلي (1947)، عنبر (1948)، غزل البنات (1949)..وأفلام أخرى)، وقدم أيضا الطفلة المعجزة فيروز في ثلاثة أفلام من أنتاجه (ياسمين (1950)، فيروز هانم (1951)، دهب (1953)). وكان فيلم أربع بنات وضابط (1954) آخر الأفلام التي أنتجها.

اشترك أنور وجدي في 6 أفلام من أفضل 100 فيلم في تاريخ السينما المصرية وهم العزيمة (1932)، غزل البنات (1949)، ريا وسكينة (1953)، أمير الانتقام (1950)، الوحش (1954)، غرام وانتقام (1944)، وكان بطلا في 4 أفلام منهم.

تزوج أنور وجدي 3 مرات (إلهام حسين، ليلى مراد، ليلى فوزي)، ولم ينجب أولاد. بعد رحلة مع المرض توفى أنور وجدي عام 1955 وترك خلفه ما يقرب من 70 فيلم.

## نشأته
ولد أنور وجدي في حي الظاهر بالقاهرة، 
اسمه الحقيقي هو «محمد أنور يحيى وجدي»، وأنه اختار لقب وجدي لكي يقترب من قاسم وجدي المسؤول على الممثلين الكومبارس حينما كان يعمل بالمسرح  من مواليد 11 أكتوبر عام 1904، وكان من اسرة مصرية بسيطة الحال وانتقل مع والده في منتصف القرن التاسع عشر لكي يعمل في تجارة الاقمشة في حلب في سوريا وعاد مع أسرته إلى مصر بعد أن بارت تجارته مما جعل أسرته تتعرض للإفلاس وتعاني الفقر والحرمان الشديد وتزوج من سيدة مصرية بسيطة بحي الظاهر الشعبي.

دخل أنور المدرسة الفرنسية الفرير والتي تعلم فيها المخرج حسن الإمام والفنان فريد الأطرش والمطربة أسمهان والفنان نجيب الريحاني، وأتقن خلال دراسته اللغة الفرنسية، غير أنه لم يستمر طالبا، فقد ترك الدراسة بعد أن أخذ قسطاً معقولاً من التعليم لكي يتفرغ للفن وأيضاً لأن ظروف أسرته لم تكن تساعد على الاستمرار في الدراسة وعمل في العديد من المهن ولم يكن منتظماً في العمل بسبب عمله كهاوٍ في العديد من الفرق الفنية الصغيرة، لكن عينه دائما كانت على هوليوود، وظل حلم السفر لأميركا يراوده، حتى أنه أغرى زميلين له بمحاولة الهروب معه لأميركا ليعملوا في السينما، لكن محاولتهم باءت بالفشل، فبعد أن تسلّلوا إلى باخرة في بورسعيد، تم ضبطهم.
وطرده أبوه من المنزل عندما علم بأنه يريد أن يكون ممثلاً.

## حياته الفنية

### البداية
بعد أن فشلت محاولة أنور وجدي للسفر لهوليوود ظل يراوده حلم التمثيل فاتّجه إلى شارع عماد الدين ليتمكّن من رؤية فناني العصر لعله يحصل على الفرصة، ومع ميلاد فرقة رمسيس قرر أن ينضم إليها، فكان يتسكّع كثيراً أمام أبواب المسرح عسى أن يقتنص الفرصة من خلال لقائه بأحد النجوم، وتصادف أثناء تسكّعه أمام كواليس المسرح الخلفية قابل الفنان يوسف وهبي من البروفات واقترب منه وتوسل إليه أن يأخذه ليعمل معه في مسرح رمسيس حتى لو أدى لتقديم الشاي والقهوة وكنس غرف الفنانين لكن يوسف وهبي كان في عجلة من أمره لارتباطه بموعد مهم فتركه دون أن يعبأ بما طلبه منه. ولم ييأس أنور وجدي وتوسّل إلى قاسم وجدي الريجسير أن يقدمه إلى يوسف وهبي. وبالفعل حدث أن عمل في مسرح رمسيس وكان أجره ثلاثة جنيهات في الشهر وأصبح يسلم الأوردرات للفنانين وسكرتير خاص ليوسف وهبي. 

كان أول ظهور له حينما قام بدور ضابط روماني صامت في مسرحية «يوليوس قيصر» وكان أجره حينذاك 4 جنيهات شهريا ما مكّنه من الاشتراك في أجرة غرفة فوق السطح مع زميل كفاحه الفنان عبد السلام النابلسي.
وأثناء ذلك كتب بعض المسرحيات، ذات الفصل الواحد لفرقة بديعة مصابني مقابل 2 أو 3 جنيهات للمسرحية، وعمل في الإذاعة مؤلفا ومخرجا وقدم بعد ذلك مواقف خفيفة مسرحية من إخراجه وكتب نصوصا وقصصا نشر بعضها في المجلات الصادرة في تلك الفترة.
وبدأ أنور تمثيل أدوار رئيسية واشتهر في دور عباس في مسرحية «الدفاع» مع يوسف وهبي 1931. حتى وجد فرصة أفضل في نفس العام مع فرقة عبد الرحمن رشدي، فانتقل إليها وانتهى به المطاف في الفرقة القومية نظير أجر شهري قدره 6 جنيهات، وأصبح يقوم بأعمال البطولة، واشتهر بدوره في مسرحية «البندقية».

### السينما
وحدث ذات يوم أن قرر يوسف وهبي الاستعانة ببعض تلاميذه لأداء بعض الأدوار الصغيرة في أفلامه الأولى، وكان أنور واحداً منهم، وأسند له بعض الأدوار الثانوية في أفلام مثل أولاد الذوات (1932) والدفاع (1935)، واتجه أنور إلى السينما وقرر ترك المسرح نهائياً، فرشحه المنتج والمخرج أحمد سالم ليشارك في فيلم أجنحة الصحراء (1938) الذي أخرجه أحمد سالم وقامت ببطولته راقية إبراهيم أمام حسين صدقي، ويثبت وتتوالى أفلامه فيقدم في عام (1939) أربعة أفلام دفعة واحدة، خلف الحبايب مع المخرج فؤاد الجزايرلي، والدكتور مع المخرج نيازي مصطفى، وبياعة التفاح مع المخرج حسين فوزي، أما فيلمه الرابع فكان واحداً من أهم أفلام السينما المصرية وواحداً من كلاسيكياتها الشهيرة وهو فيلم العزيمة الذي أخرجه المخرج الكبير كمال سليم وقامت ببطولته فاطمة رشدي أمام حسين صدقي.
مع بداية حقبة الأربعينيات أصبح أنور وجدي نمطاً سينمائياً مطلوباً بشدة في تلك الفترة، حيث استغل منتجي السينما ومخرجيها ملامحه الناعمة ووسامته في تقديم أدوار «ابن الباشوات» الثري المستهتر الذي يكون رمزاً للشر، فشارك فيما يزيد عن 20 فيلماً من هذه النوعية في السنوات الخمس الأولى من الأربعينيات، ومن أشهر وأهم هذه الأفلام: شهداء الغرام (1944) مع المخرج كمال سليم، انتصار الشباب (1941) مع المخرج أحمد بدرخان، ليلى بنت الريف (1941) من إخراج توجو مزراحي، وفي عام (1944) قدم فيلم كدب في كدب أول بطولاته من إخراج توجو مزراحي.
بعد ذلك توالت البطولات وأصبح أنور وجدي في النصف الأخير من الأربعينيات فتى الشاشة الأول وقدّم مجموعة من أنجح أفلام تلك الفترة منها القلب له واحد وسر أبي مع صباح، وليلى بنت الأغنياء وعنبر مع ليلى مراد، وطلاق سعاد هانم مع عقيلة راتب، وهنا بدأ التحول الذي أحدثه أنور وجدي على أدواره وشخصياته في أفلامه، فقدّم أنور نفسه لجمهور السينما بصورة مغايرة غير التي اعتادوا مشاهدته فيها فبعد أن كان شبه متخصص في نمط وشخصية الثري ابن الذوات المليء بالشر والانتهازية، أصبح يجسد أدواراً وشخصيات تقدمه في شخوص ومواقف إنسانية خصوصاً صورة الشخص الفقير الذي يتفانى في أداء واجبه سواء الإنساني أو المهني ومن خلال حرصه على هذا الواجب يصل لقلب حبيبته التي غالباً ما تكون من أسرة ثرية أرستقراطية، كما تميّزت شخوصه السينمائية خلال هذه الفترة أيضاً بالرومانسية والشفافية والشهامة وهذا ما جعله يظهر أيضاً في صورة المدافع عن الحق الإنساني في الحب والحياة، ونجح أنور وجدي في أن يكسب قلوب جمهور السينما من خلال هذا التحول الهائل والعكسي في أدواره.

وتأتي بداية الخمسينيات لتكون نهاية مشواره السينمائي، وقدم فيها مجموعة من الأفلام المهمة ومن أبرزها أمير الانتقام عام (1950) عن رواية الكونت دي مونت كريستو، وفيلم النمر وفيلم ريا وسكينة عام (1953)، وفيلم الوحش عام (1954). ومن هنا حقق أنور وجدي كل ما كان يصبو إليه من شهرة ونجومية ومال بذل في الحصول عليه عرقه ودمه.

### الإنتاج والإخراج وكتابة السيناريو

نجيب الريحاني وليلى مراد أثناء تصوير مشهد من فيلم غزل البنات وأنور وجدي يقوم بإخراج الفيلم

جاء عام 1945 ليكون واحد من أهم النقلات والمحطات المهمة في المسيرة السينمائية لأنور وجدي، عندما قرر أن يدخل عالم الإنتاج السينمائي بفيلم ليلى بنت الفقراء، وكتب سيناريو الفيلم أيضاً ورشح لبطولته ليلى مراد وكانت نجمة السينما المصرية الأولى ونجمة الشباك رقم واحد في تلك الفترة، ورشح أيضاً المخرج كمال سليم، ووافق كمال سليم ورحبت ليلى مراد وبدأت جلسات العمل للتحضير للفيلم، لكن أثناء ذلك يتوفى المخرج كمال سليم. يقرر أنور أن يستمر في إنتاج الفيلم ويقرر أن يقوم هو بإخراجه إلى جانب البطولة، ويعرض الفيلم ويحقق نجاحاً هائلاً ويصبح أنور وجدي مطروحاً على الساحة السينمائية ليس فقط كنجم وممثل وبطل سينمائي بل أيضاً كمؤلف ومنتج ومخرج.
بعد النجاح الهائل للفيلم قدم أنور مع ليلى مراد سلسلة من الأفلام حققت نجاحاً كبيراً وقام ببطولتها وإخراجها وإنتاجها ووصلت إلى 6 أفلام كتب القصة والسيناريو والحوار لها، وهم ليلى بنت الأغنياء عام (1946)، وقلبي دليلي عام (1947)، وعنبر عام (1948) وغزل البنات عام (1949) أمام الفنان الكوميدي الراحل نجيب الريحاني، وحبيب الروح عام (1951)، وبنت الأكابر عام (1953).
وقدم أيضاً مجموعة من الأفلام بعيدة عن مشاركة ليلى مراد منها طلاق سعاد هانم عام (1948) مع عقيلة راتب، وقطر الندى عام (1951) مع شادية، وأربع بنات وضابط عام (1954) مع نعيمة عاكف، وكلها بطولته وتأليفه وإنتاجه وإخراجه، وأنتج وألّف ليلة العيد عام (1949) لشادية وإسماعيل ياسين وشكوكو، والبطل، والمليونير عام (1950) لإسماعيل ياسين، وليلة الحنة عام (1951) لشادية وكمال الشناوي، ومسمار جحا عام (1952).
في مارس عام 1950 قدم الفنان إلياس مؤدب الطفلة بيروز أرتين كالفيان لأنور وجدي ليكتشفها وتصبح الطفلة فيروز التي لقبت باسم شيرلي تمبل المصرية أشهر طفلة في تاريخ السينما المصرية. فأحضر لها مدرب رقص اسمه ايزاك ديكسون قام بتدريبها لبضعة أسابيع، وبعدها أدخلها معهدا خاصا للباليه، وجرى اتفاق بين والد فيروز وأنور وجدي على توقيع عقد احتكار، تتقاضى بموجبه ألف جنيه مصري عن كل فيلم تقوم بتمثيله، على أن يعتبر العقد لاغيا إذا لم ينتج لها أنور وجدي في خلال العامين الأولين فيلمين على الأقل. وبالفعل أنتج لها 3 أفلام وهم ياسمين عام (1950)، وفيروز هانم عام (1951)، ودهب (1953).
استطاع أنور وجدي بذكائه الفني والإنساني أن يدرك أن جمهور السينما في تلك الفترة كان يقبل أكثر على الأفلام ذات الطابع الغنائي فقدم في معظم أفلامه الغناء والاستعراض ونجح في ذلك إلى حد بعيد، واهتم كثيرا بالرقص والغناء وكانت اللوحات الاستعراضية من أشهر ما عرف به، وكانت الديكورات ضخمة، فضلا عن الاهتمام بالملابس وبذلك كان منتجا لا يبخل على أفلامه، مع ذكاء واضح في إيجاد الحلول لبعض المشكلات أثناء التصوير.
كان أنور وجدي من المتميزين في إخراج الأفلام الغنائية، لذلك كان من الطبيعي أن يختار نقاد سبعة من الأفلام التي أخرجها ضمن قائمة أفضل مئة فيلم غنائي مصري على هامش مهرجان الإسكندرية السينمائي عام 2023. بينها فيلمه غزل البنات، الفيلم الوحيد من إخراجه الذي ظهر سابقاً ضمن أفضل مئة فيلم مصري (1996)،[بحاجة لمصدر] وضمن أفضل مئة فيلم كوميدي مصري (2022).

## زوجاته

نجيب الريحاني في كواليس فيلم "غزل البنات"

### إلهام حسين
ربما لشهرة قصص زواج أنور وجدي بالفنانتين ليلى مراد، وليلى فوزي على الترتيب، الكثيرون لم يعلموا أن فتى الشاشة الأول فترة الأربعينات له قصة زواج سبقتهما في بداية حياته الفنية.

زوجة أنور وجدي الأولي هي الممثلة المصرية إلهام حسين والتي دفعها أنور للتمثيل، وتوقع لها مستقبل باهر في عالم الفن، فقدمها للمخرج محمد كريم لتظهر في أول أفلامها أمام الموسيقار محمد عبد الوهاب، وكان ذلك في فيلم يوم سعيد، وبالفعل حققت نجاحاً باهراً، وبالرغم من تشجيعه ودعمه لها في مسيرتها الفنية، طلبت إلهام من مخرج يوم سعيد عدم الاستعانة بأنور وجدي معها في الفيلم، وكان لها ما طلبت، وخاصة أن أنور وجدي لم يكن بعد نجم الشباك المعروف.

ومع زيادة الخلافات بين الزوجين، وقع الطلاق بينهما بعد ستة أشهر فقط من زواجهما.

### ليلى مراد
قدّمت ليلى مراد واحدا من أنجح الثنائيات السينمائية التي ظهرت في الأربعينات عندما تعاونت مع الفنان الكبير أنور وجدي والذي كان فتى الشاشة الأول لفترة كبيرة من الوقت بلا منازع حتى انقطعت علاقتهما بالطلاق في أوائل الخمسينات وأصبحت أغاني تلك الأفلام من أشهر ما قدمت ليلى مراد على مدار تاريخها الفنى.
وقد تزوجت الفنانة ليلى مراد من الفنان أنور وجدي عام 1945 واعتبرت هذه الزيجة واحدة من أشهر الزيجات الفنية زواج «أمير الانتقام» من «ليلى بنت الاغنياء»، ويقال أن أنور وجدى طلب يدها أثناء قيامهما ببطولة فيلم ليلى بنت الفقراء عام 1945 وتحديدا أعلن أنور وجدى نبأ الزواج بعد مشهد زفة للعروسين في نهاية الفيلم، واستمر زواجهما حوالي سبع سنوات حتى انفصلا فنيا وواقعيا في الأعوام الأخيرة لحياة الفنان أنور وجدي والتي تزوج خلالها من الفنانة ليلى فوزي والتي استمرت معه حتى وفاته عام 1955.
وجاء زواجهما بعد أن قاما معا ببطولة عددا من الأفلام هي ليلى بنت الريف عام 1941 وليلى عام 1942 وليلى في الظلام عام 1944 وليلى بنت الفقراء عام 1945. أما الأفلام التي جمعت بين أنور وجدى وليلى مراد بعد زواجهما فهي لاتتعدى 6 أفلام هي ليلى بنت الاغنياء عام 1946 وقلبي دليلي وعنبر عام 1948 وغزل البنات عام 1949 وحبيب الروح عام 1951 وبنت الأكابر عام 1953، ثم تزوجت من وجيه أباظة ومن ثم فطين عبد الوهاب وأنجبت من الثاني زكي فطين عبد الوهاب.

### ليلى فوزي
تقابل أنور وجدي مع ليلى فوزي لأول مرة في فيلم مصنع الزوجات 1941، وبعد ذلك في تحيا الستات 1944، إلا أنهما خلال هذين الفيلمين لم يلتقيا أثناء تصوير وتنفيذ الفيلم لعدم وجود مشاهد عديدة تجمعهما معاً، وكانت لقاءاتهما عابرة لكن في الفيلم الثالث من الجاني 1944 تقابلا كثيراً، حيث كانت هناك مشاهد عديدة تجمعهما، بدأ أنور يشعر بانجذاب هائل ناحية ليلى فوزي، ولم يكن يستطيع أن يصارحها لأن ليلى كان والدها لا يفارقها أثناء التصوير، ولم ينتظر أنور طويلاً فلجأ إلى حيلة ليلتقي بها، حيث طلب من أحد أصدقائه أن يتصل بوالدها على تليفون الاستديو وعندما خرج والد ليلى اندفع أنور ناحيتها ليخبرها بمشاعره وعندما تأكد أنها غير مرتبطة عاطفياً ذهب إلى منزلها ليخطبها من والدها، في ذلك الوقت قد ظهرت ليلى فوزي في حوالي 11 فيلما سينمائيا بينما كان أنور وجدي لا زال يتنقل بين الأدوار الثانية وعندما تقدم لطلب يدها رفضه والدها وزوجها لعزيز عثمان الذي يكبرها بحوالي 30 عاما.

ثم دارت الأيام وتطلقت ليلى فوزى من عزيز عثمان كما تم الطلاق بين أنور وجدى وليلى مراد فكانت عودة الحب بينهما والزواج أخيرا بعد أن التقيا مرة أخرى عام 1954 لتصوير فيلم خطف مراتي مع صباح وفريد شوقي. ورغم مرض أنور وجدي الذي ظهر في بداية عام 1954 طلب أنور من ليلى أن تسافر معه في رحلة علاجه إلى فرنسا، وهو ما حدث بالفعل وبمجرد وصولهما إلى باريس فاجأها أنور باصطحابها إلى القنصلية المصرية حيث تم زواجهما هناك وكان هذا في 6 سبتمبر 1954، وهو الزواج الذي كان ثمرة علاقة حب بدأت منذ سنوات طويلة، ولكن تشاء الأقدار أن يرحل أنور وجدي بعد أن أشتد عليه المرض بعد حوالي 4 أشهر فقط من الزفاف.

## مرضه ووفاته

جنازة أنور وجدي.

كان أنور وجدي مصاب بمرض وراثي في الكلى مات بسببه والده وشقيقاته الثلاث، وهو مرض الكلية متعددة الكيسات. كان في بداية الخمسينيات من عمره عندما بدأ يشعر بأعراض المرض لكنه كان يتناساها لكن مع تعرضه لأزمة صحية نصحه الأطباء بضرورة السفر إلى فرنسا وعرض نفسه على الأطباء ولكن المرض لم يكن له علاج في ذلك الوقت.

كان أنور قد حقق في مسيرته السينمائية ثروة ضخمة لكن من سخرية القدر أنه كان ممنوعاً بأوامر الأطباء عن تناول العديد من الأطعمة وكان يصاب بالحزن بسبب هذا المنع فعندما كان فقيراً لا يجد ما يأكله كان يمكنه أن يأكل أي شيء وعندما أصبح يملك المال لم يعد في إمكانه أن يأكل ما يشتهيه، لم تمض فترة طويلة على عودته للقاهرة فسرعان بعد أشهر قليلة أن عاودته آلام المرض وأصيب بأزمة صحية شديدة نقل على إثرها إلى مستشفى دار الشفاء، وساءت صحته للغاية فنصحه الأطباء بالسفر إلى السويد حيث هناك طبيب اخترع جهازاً جديداً لغسيل الكلى وكان الأول من نوعه وبالفعل سافر أنور إلى هناك، وأجرى الأطباء جراحة دقيقة لأنور وجدي لم تفلح في إنقاذه فقد تدهورت حالته وتأكد الأطباء أن لا أمل في شفائه حتى بمساعدة الكلية الصناعية، وفقد بصره في أواخر أيامه وكذلك عانى من فقدان الذاكرة المؤقت.

قدم الفنان أنور وجدى أهم الافلام التي سجلت في انطلاقة السينما في مصر وحفر اسمه واحدا من أهم الفنانين ومن أهم رواد السينما العربية. وقد نال منه المرض، بعد معاناه كبيرة معه حيث لفظ أنفاسه الأخيرة وهو لم يكمل إحدى وخمسون عاماً في 14 مايو 1955 الموافق 23 رمضان عام 1374 هـ في ستوكهولم وكانت وفاته صدمة ومفاجئة كبيرة لكل محبيه ولمصر بأكملها وخسارة للفن والفنانين فقد كان في قمة عطائه ومجده الفني والإنساني الكبير.

## عن أنور وجدي
- طريق الدموع: فيلم عربي يحكي قصة حياة أنور وجدي، وهو من إنتاج وبطولة كمال الشناوي وقامت بدور ليلى مراد الفنانة صباح وقامت ليلى فوزي بتجسيد شخصيتها الحقيقية في الفيلم.
- كتاب سينما أنور وجدي: صدر عن سلسلة آفاق السينما ويقع في 368 صفحة، للناقد محمد عبد الفتاح.
- أنا قلبي دليلي: مسلسل مصري يحكي قصة الفنانة ليلى مراد، وقام أحمد فلوكس بدور أنور وجدي.
- أم كلثوم: مسلسل مصري بطولة صابرين وأحمد راتب وكمال أبو رية، وقام سمير صبري بدور أنور وجدي.
- الشحرورة: مسلسل لبناني يحكي قصة الفنانة اللبنانية صباح، وقام أسامة أسعد بدور أنور وجدي.
- أبو ضحكة جنان: مسلسل مصري يحكي قصة حياة الفنان إسماعيل ياسين، وقام علي حمدي بدور أنور وجدي.

## أفلامه
| - العزيمة. - عنبر. - ليلى بنت الريف. - انتصار الشباب. - ليلى بنت الفقراء. - بنت الأكابر. - دهب. | - غزل البنات. - ريا وسكينة. - الوحش. - أربع بنات وضابط. - النمر. - حبيب الروح. - الأستاذ شرف. | - ياسمين - قلبي دليلي. - أمير الانتقام. - قلوب الناس. - قطر الندى. - شباك حبيبي. - عروسة للايجار. | - خطف مراتى. - فاطمة. - ليلة الجمعة. - طلاق سعاد هانم. - سر أبي. - مدينة الغجر. - ليلة الحظ. | - قتلت ولدى. - القلب له واحد. - شهداء الغرام. - قبلة في لبنان. - رجاء. - الزلة الكبرى. - ليلى في الظلام. | - كدب في كدب. - قضية اليوم. - ليلة الفرح. - على مسرح الحياة. - فتاة متمردة. - تحيا الستات. - غرام وانتقام. |

## روابط خارجية
- أنور وجدي على موقع IMDb (الإنجليزية)
- أنور وجدي على موقع الدهليز
- أنور وجدي على موقع قاعدة بيانات الأفلام العربية
- أنور وجدي على موقع ألو سيني (الفرنسية)
- أنور وجدي على موقع أول موفي (الإنجليزية)
- أنور وجدي على موقع قاعدة بيانات الفيلم (الإنجليزية)
- أنور وجدي على موقع كينوبويسك (الروسية)